# Salix paraplesia
Espèce
Classification APG III (2009)
Salix paraplesia est une espèce de plantes à fleurs de la famille des Salicaceae. C'est un saule originaire de Chine.

## Synonymie
- Salix paraplexia f. lanceolata C. Wang & C.Y. Yu ;
- Pleiarina paraplesia (C.K. Schneid.) N. Chao & G.T. Gong.

## Sous-espèces
L'espèce est divisée en sous-espèces :
- Salix paraplesia var. pubescens C. Wang & C. F. Fang ;
- Salix paraplesia var. subintegra C. Wang & P. Y. Fu[2],[3].

## Description
Salix paraplesia est un arbre atteignant 7 m de haut. Ses rameaux sont gris, rarement avec une teinte violacée, glabres ou duveteux gris. Le pétiole de 5 à 8 mm porte un limbe obovale-elliptique ou elliptique-lancéolé, rarement lancéolé, de 3,5-6,5 × 1,8-2,8 cm, abaxialement légèrement blanc, glabre ou duveteux gris, vert, adaxialement terne, de base cunéiforme. La marge est dentée, ostensiblement glandulaire, ou entière tout au long ou seulement basalement, apex acuminé ou aigu.
Le chaton mâle, de 3,5 (-6) cm × 7 mm, au long pédoncule, porte de 3 à 5 folioles, le rachis est pubescent. Les bractées sont oblongues ou elliptiques, de 2 mm, pileuses sur les deux faces ou abaxialement glabres, dentées, glandulaires à la marge, leur apex est obtus arrondi ou tronqué. La fleur mâle porte des glandes  aplaties, grosses, collées à la base, la glande abaxiale porte deux ou trois lobes, la glande adaxiale est constituée de deux lobes. Présence de cinq à sept étamines, de 3,5 mm, inégales. Filaments duveteux à la base, anthères généralement ellipsoïdales ou subglobuleuses. Le chaton femelle mesure de 2-3 (-4) cm à 5 cm. Dans les fruits, présence de bractées comme dans le chaton mâle. Fleur femelle portant des glandes 1 ou 2 adaxiales, parfois 2 lobées ; elles sont longues, ovoïdes, avec un ovaire ovoïde conique, de 4 à 5 mm. La capsule mesure 9 mm, elle est brillante.
La floraison a lieu en avril-mai, la fructification en juin-juillet.

## Habitat et répartition
La plante pousse dans les vallées, près des rivières ou en zones cultivées, de 1 500 à 3 900 m d'altitude, dans les provinces de Gansu, Ningxia, Qinghai, Shaanxi, Shanxi, Sichuan, est du Xizang, Yunnan.